# Бебик Валерій Михайлович
Вале́рій Миха́йлович Бе́бик (нар. 24 квітня 1959, Великі Бубни, Роменський район, Сумська область, УРСР, СРСР) — український псевдонауковець, політолог, соціальний психолог, журналіст, кандидат психологічних наук (1990), доктор політичних наук (1996), професор (2002), тимчасовий голова Громадської ради при Міністерстві інформполітики України (2015).
Відомий серією публіцистичних статей та телепередач, присвячених історії України. Його історичні розвідки українським науковим співтовариством вважаються псевдонауковими та характеризуються як новітня міфотворчість.

## Походження та навчання
Народився в сім'ї військовослужбовця. 1976 року розпочав навчання і 1982 року закінчив факультет систем управління Київського політехнічного інституту.
1990 року захистив у Київському університеті кандидатську дисертацію «Соціально-психологічні аспекти депутатської діяльності». 1996 року в Інституті держави і права НАН України захистив докторську дисертацію «Політичний маркетинг і менеджмент у демократичному суспільстві».

## Трудова діяльність
До 1984 року працював інженером науково-дослідного інституту «Електрон». У 1988—1992 роках був інструктором, консультантом організаційного відділу Київського обласного виконавчого комітету. У 1992—1997 роках — головний консультант пресслужби Президента України, у 1997—1998 роках — заступник завідувача відділу суспільно-політичного аналізу Адміністрації Президента України. 1999 року став ректором Міжрегіональної академії управління персоналом. У 2005—2014 роках — проректор Відкритого міжнародного університету розвитку людини «Україна», згодом — завідувач кафедри суспільно-політичних наук, глобалістики та соціальних комунікацій Університету «Україна».

## Наукова діяльність
Валерій Бебик — професор Інституту міжнародних відносин Київського національного університету імені Тараса Шевченка (1997), професор Національного педагогічного університету імені Михайла Драгоманова (2006), професор Вищої школи міжнародних відносин та соціальних комунікацій (Польща, Холм, 2014), професор Національної академії державного управління при Президентові України (2017)[джерело?].
Почесний професор Вищої соціально-економічної школи Варшави (2000), почесний доктор Азербайджанського міжнародного університету (2001), Україно-американського Вісконсінського університету (2001).[джерело?]
Автор 42 індивідуальних та колективних монографій підручників та посібників, у тому числі — англійською і польською мовами. Підготував 8 докторів і 20 кандидатів наук.
Головний редактор українського наукового журналу «Освіта регіону: політологія, психологія, комунікації» (2006), голова редакційної ради міжнародного журналу «Nauki Społeczno-Humanistyczne. Polsko-ukraińska czasopismo naukowe / Соціально-Гуманітарні Науки. Польсько-український науковий журнал / Social and Human Sciences. Polish-Ukrainian scientific journal» (2014).[джерело?]

## Виступи на історичні теми та їх оцінка науковцями
Валерій Бебик є автором статей, присвячених «українській античній цивілізації» — нібито одній із найдавніших цивілізацій світу, яка породила «культурно-цивілізаційний феномен еллінізму», «як Античну Україну-Елладу перетворили на Грецію», українцю Платону тощо. Його історичні розвідки українським науковим співтовариством вважаються псевдонауковими та характеризуються як новітня міфотворчість.
Публічні виступи Валерія Бебика неодноразово критикували історики. Так, кандидат історичних наук Олексій Кузьмук називає статті Бебика в газеті «Голос України» «популяризацією новітніх міфів». Доктор історичних наук Леонід Залізняк у статті для журналу «Український тиждень» назвав погляд Бебика на етногенез українців «хибним, карикатурно спрощеним».
У листопаді 2012 року редакційна колегія наукового журналу «Археологія» виступила з відкритим листом до преси, закликавши журналістів відмовитися від пропаганди, на їх думку, псевдонаукових концепцій. Передачі та статті Бебика в листі названі «фантастичними „концепціями“», «проявом найгіршого сорту наївного історичного примітивізму та дилетантства», а сам він — «міфотворцем» та псевдовченим. Згодом до листа долучилися редакції порталу «Historians.in.ua» та інтернет-журналу «Історична правда».
11 грудня 2014 року загальні збори ВГО «Спілка археологів України» ухвалили відкритий лист до української громадськості, політичних діячів і журналістів (автори — доктори історичних наук Леонід Залізняк і Віталій Отрощенко) з приводу чергового висунення професора В.Бебика на здобуття Національної премії України імені Тараса Шевченка. Головний зміст листа — протест проти популяризації «нісенітниць доктора політичних наук В.Бебика». Серед археологів, які підписали лист: Гліб Івакін, Сергій Крижицький, Олександр Моця та інші. Лист було надіслано голові Комітету Верховної Ради з питань культури та духовності Миколі Княжицькому, голові Комітету з питань науки і освіти Лілії Гриневич та голові Державного комітету телебачення і радіомовлення України Олегові Наливайку.
Валерія Бебика неодноразово висували на звання «Псевдонауковець року» відзнаки «Академічна негідність року», проте він жодного разу не здобував антиперемогу в ній. Зокрема, у 2018 році за результатами голосування він програв Ользі Богомолець, отримавши 30 % проти 37 % у неї.

## Журналістика
У 2011—2017 роках Валерій Бебик — автор і ведучий освітньо-наукового проєкту «Цивілізація Incognita» телеканалу «TONIS».. У 1998—2017 роках — автор програми «З глибини тисячоліть» Першого каналу Українського радіо.

## Політична діяльність
Висував свою кандидатуру в депутати Верховної Ради та місцевих рад.
У 1990—1994 роках обраний депутатом Ленінської (надалі Старокиївської) районної в місті Києві ради депутатів.
На виборах до Верховної Ради України у 1998 році балотувався за списком СДПУ(о) під номером 82, але депутатом не став.
Балотувався як самовисуванець на виборах до Верховної Ради України у 2012 році за одномандатним округом № 117 (Львівська область). За результатами виборів набрав 0,4 % (441 голосів «за»).
У 2014 році знову був кандидатом у народні депутати, висунутий політичною партією «Народний рух України» за одномандатним округом № 221 (місто Київ). За результатами виборів посів 12-те місце, набравши 2,31 % (2070 голосів).
На виборах до Київської міської ради 2015 року очолював список партії «Народний рух України», який не подолав необхідного виборчого бар'єру.

## Нагороди
- Орден Святого Миколая (2017, УПЦ КП)[джерело?]
- медаль «Григорій Сковорода» (Національна академія педагогічних наук України, 2015)[джерело?]
- медаль «Срібне перо» — за найкращу телевізійну програму 2013 року (ХІІ Міжнародний конкурс журналістської майстерності «Срібне перо», 2013)[джерело?]
- Золота медаль «Незалежність» (Київська спілка журналістів, 2012)[джерело?]
- Відзнака Галицького районного об'єднання м. Львова ВУТ «Просвіти» ім. Тараса Шевченка (2012, за позитивний вплив на українське суспільство)[19]